# ルーゲンドルフ
ルーゲンドルフ (ドイツ語: Rugendorf) は、ドイツ連邦共和国バイエルン州クルムバッハ郡（オーバーフランケン行政管区）に属する町村（以下、本項では便宜上「町」と記述する）で、シュタットシュタナハ行政共同体の一員である。

## 歴史
ルーゲンドルフは、1316年に初めて史料に現れる。ルーゲンドルフはバンベルク司教領に属していた。1803年の帝国代表者会議主要決議により、バイエルン公国に属することとなった。

## 地理

### 自治体の構成
この町は、公式には7つの地区 (Ort) からなる。このうち小集落や孤立農場などを除く集落を以下に列記する。
- フェルトブーフ
- ローザウ
- ルーゲンドルフ
- ツェトリッツ

### 位置
ルーゲンドルフは、フランケンヴァルト自然公園内に位置する。

## 行政

### 議会
議会は首長を含めて13議席から成る。

## 引用
1. ↑  https://www.statistikdaten.bayern.de/genesis/online?operation=result&code=12411-003r&leerzeilen=false&language=de Genesis-Online-Datenbank des Bayerischen Landesamtes für Statistik Tabelle 12411-003r Fortschreibung des Bevölkerungsstandes: Gemeinden, Stichtag (Einwohnerzahlen auf Grundlage des Zensus 2011)
2. ↑  Bayerische Landesbibliothek Online